# Oksana Iwanenko
Oksana Dmytriwna Iwanenko (ukrainisch Оксана Дмитрівна Іваненко; * 31. März 1906 in Poltawa, Russisches Kaiserreich; † 16. Dezember 1997 in Kiew) war eine ukrainische Kinder- und Jugendbuchautorin und Übersetzerin.
Iwanenko wurde 1974 für die Romane Рідні діти (Eingeborene Kinder), Тарасові шляхи (Taras Wege) und Лісові казки (Wald Erzählungen) mit dem Lesia-Ukrainke-Literaturpreis ausgezeichnet. Außerdem wurde sie 1986 für das Buch Завжди в житті (Immer im Leben) mit dem Schewtschenko-Nationalpreis geehrt. Sie erhielt den Orden der Völkerfreundschaft sowie drei Orden des Ehrenzeichens und Medaillen.

## Werdegang
Oksana Dmytriwna Iwanenko wurde am 31. März 1906 in Poltawa geboren. Sie war die Tochter des Journalisten und Schriftstellers Dmytro Iwanenko und der Lehrerin Lydia Iwanenko. Ihr Bruder war der theoretische Physiker Dmitri Iwanenko. Sie war die Mutter der Kinderbuchautorin Walerija Iwanenko.
Iwanenko besuchte das Gymnasium und anschließend die Arbeiterschule. Im Jahr 1922 trat sie in das Poltawaer Institut für öffentliche Bildung ein.
Seit 1925 war sie literarisch tätig und veröffentlichte zahlreiche Kinder- und Jugendbücher. 1926 machte sie ihren Abschluss an der Fakultät für Sozialpädagogik des Charkiwer Instituts für Volksbildung. 1931 war sie Aspirantin an der Graduiertenschule des Ukrainischen Forschungsinstituts für Pädagogik, wo sie die Abteilung für Kinderliteratur in der Kiewer Filiale dieses Instituts leitete. Sie war Erzieherin an der Gorki Kinderkolonie unter Anton Makarenko. Von 1932 bis 1939 arbeitete sie für den Verlag der Jungbolschewiki und von 1947 bis 1951 für die Zeitschrift Барвінок (Periwinkle). Von 1939 bis 1957 lebte sie in Kiew im Roliti Writers’ House.
Ihre Werke wurden in einer fünfbändigen Ausgabe unter dem Titel „Works“ (Bände 1–5, 1984–1994) veröffentlicht. Iwanenko starb im Dezember 1997 in Kiew. Sie wurde auf dem Baikowe-Friedhof beigesetzt.

## Werke (Auswahl)
Im Folgenden einige Titel meist auf Englisch.

### Kinderliteratur
- „Mother and Frog“ (1930)
- „Kindergarten“ (1931)
- Лісові казки (1934, deutsch als „Ukrainische Waldmärchen“, 1963 im Kolibri-Verlag, Wuppertal, erschienen)
- „Big Eyes“ (1936)
- „Bumblebee“ (1937)
- „Three Wishes“ (1940)
- „Where did the crane fly“ (1947)
- „Fairy Tales“ (1958)

### Kurzgeschichten
- „Printer of Unseen Books“ (1947, über Ivan Fedorovich)
- Рідні діти („Native Children“, 1951)
- „Bogdan Khmelnytsky“ (1954)
- „The Great Noise“ (1967)

### Novellen
- Тарасові шляхи (Taras Ways, 1961, die ersten beiden Teile wurden 1939 veröffentlicht; über Taras Schewtschenko)
- Maria (1973, 1977, 1986, 1988; über Mark Vovchko)

### Drehbücher
- Mountain Flower (1937)

### Memoiren
- Always in Life (1985)